# Lagtävlingen i hoppning i ridsport vid olympiska sommarspelen 2020
Lagtävlingen i hoppning i ridsport vid olympiska sommarspelen 2020 ägde rum den 6-7 augusti 2021 på Baji Koen Equestrian Park. Liksom alla ridsporttävlingar var hopptävlingen gemensam för både manliga och kvinnliga idrottare. 60 ryttare (20 lag om 3 ryttare) från 20 nationer tävlade.

## Bakgrund
Detta var det 25 gången laghoppningen var med på det olympiska programmet, som har hållits vid varje sommar-OS sedan det introducerades 1912.
Den regerande olympiska mästaren var Frankrike ( Philippe Rozier, Kevin Staut, Roger-Yves Bost och Pénélope Leprevost ). De regerande (2018) världsmästaren är USA ( Devin Ryan, Adrienne Sternlicht, Laura Kraut och McLain Ward ).

## Kvalificering
En nationell olympisk kommitté (NOK) kan kvalificera ett lag med 3 ryttare i laghoppnings tävlingen. Totalt fanns 20 lagplatser tillgängliga.
De 20 NOK:erna som kvalificerade lag (och därigenom fick 3 ryttare kvalificerade för den individuella tävlingen) var:
- Värdlandet, Japan
- 6 från Ryttar-VM: USA, Sverige, Tyskland, Schweiz, Nederländerna och Australien
- 3 från EM i hoppning: Belgien, Storbritannien och Frankrike
- 1 vardera från grupp C1 och C2 kvalificeringsevenemang: Israel (C1) och Tjeckien (C2, ersätter Ukraina, som inte lyckades lämna in sitt NOK -certifikat)
- 3 från Pan American Games: Brasilien, Mexiko och Argentina
- 2 vardera från kvalificeringsevenemang för grupperna F och G: Egypten och Marocko (F) och Nya Zeeland och Kina (G)
- 1 plats från resultat i Nations Cup-finalen: Irland

Eftersom kvalificeringen var klar i slutet av kalenderåret 2019 (rankningsperioden slutade 31 december 2019) påverkades inte kvalifikationen av COVID-19-pandemin.

## Tävlingsformat
För första gången sedan 1992 genomgick tävlingsformatet för hoppningen betydande förändringar. Formatet med fem omgångar (tre kvalomgångar, två finalomgångar) har förkortats till en kvalomgång och en finalomgång. De tio bästa lagen går vidare från kvalomgången till finalen. Antalet lagmedlemmar har minskat från fyra till tre och samtidigt tog man bort systemet att resultatet för lagets sämste ryttare ströks. Resultatet för laget är summan av de tre individuella resultaten. I kvalomgången, om en lagmedlem inte slutförde, skulle laget fortfarande få ett resultat baserat på de två slutmedlemmarna, men skulle automatiskt rankas bakom alla lag med 3 resultat.
Kvalomgången kommer att innehålla en bana med ett minsta distans på 500 meter och högst 650 meter. Hastigheten som krävs är 400 meter per minut, även om den tekniska delegaten kan minska detta till 375 meter per minut. Det kommer att finnas mellan 12 och 14 hinder, inklusive 1 eller 2 tvåkombinationer och 1 trekombination, med max 17 möjliga språng (det vill säga om det finns 14 hinder är endast 1 tvåkombination tillåtet). Höjden på hinder är mellan 1,40 meter och 1,65 meter, med en längd på upp till 2 meter (2,20 meter för trippelbarr). I allmänhet bryts inte lika placeringar på fel; för den sista avancemangsplatsen kommer dock alla oavgjort att brytas med kombinerad tid. Endast om det är lika med både fel och tid kommer mer än 10 lag att avancera.
Poängen går inte över från kvalet till finalen. Finalen kommer att innehålla en bana med ett minsta distans på 500 meter och högst 700 meter, med samma hastighetsbestämmelser som kvalificeringen. Antalet hinder kommer att vara från 12 till 14, igen med 1 eller 2 tvåkombinationer och 1 trekombination, med högst 18 möjliga språng (14 hinder med 2 dubbel och trippel). Reglerna för höjd och spridning förblir desamma. Lika placeringar på särskiljs med tid, men oavgjort för fel om förstaplatsen särskiljs av en omhoppning. Oavgjort om andra eller tredje plats kommer bara att särskiljs av en omhoppning om felen och tiden är desamma.
Omhoppningen, om det behövs, kommer att avgöras över en bana på sex hinder.

## Schema
Alla tider är Japan Standard Time (UTC+9)
| Datum                       | Tid   | Runda      |
| --------------------------- | ----- | ---------- |
| Fredagen den 6 augusti 2021 | 19:00 | Kvalomgång |
| Lördag 7 augusti 2021       | 19:00 | Final      |

## Resultat

### Kvalificering
De 10 bästa lagen (inklusive alla lika placerade på 10:e plats) efter att lagkvalet gått vidare till lagfinalen.
| Placering | Land           | Ryttare                                                            | Hästar                                                       | Individuella fel | Lag fel | Notering |
| --------- | -------------- | ------------------------------------------------------------------ | ------------------------------------------------------------ | ---------------- | ------- | -------- |
| 1         | Sverige        | - Henrik von Eckermann - Malin Baryard-Johnsson - Peder Fredricson | - King Edward - Indiana - H&M All In                         | - 0 - 0 - 0      | 0       | Q        |
| 2         | Belgien        | - Pieter Devos - Jérôme Guery - Grégory Wathelet                   | - Claire Z - Quel Homme de Hus - Nevados S                   | - 1 - 1 - 2      | 4       | Q        |
| 2         | Tyskland       | - André Thieme - Maurice Tebbel - Daniel Deusser                   | - DSP Chakaria - Don Diarado - Killer Queen                  | - 1 - 2 - 1      | 4       | Q        |
| 4         | Schweiz        | - Martin Fuchs - Bryan Balsiger - Steve Guerdat                    | - Clooney 51 - Twentytwo des Biches - Venard de Cerisy       | - 1 - 0 - 9      | 10      | Q        |
| 5         | USA            | - Laura Kraut - Jessica Springsteen - McLain Ward                  | - Baloutinue - Don Juan van de Donkhoeve - Contagious        | - 4 - 4 - 5      | 13      | Q        |
| 6         | Frankrike      | - Simon Delestre - Pénélope Leprevost - Mathieu Billot             | - Berlux Z - Vancouver de Lanlore - Quel Filou 13            | - 1 - 5 - 9      | 15      | Q        |
| 7         | Storbritannien | - Holly Smith - Harry Charles - Ben Maher                          | - Denver - Romeo 88 - Explosion W                            | - 4 - 12 - 4     | 20      | Q        |
| 8         | Brasilien      | - Marlon Zanotelli - Pedro Veniss - Rodrigo Pessoa                 | - Edgar M - Quabri de l'Isle - Carlito's Way 6               | - 0 - 5 - 20     | 25      | Q        |
| 9         | Nederländerna  | - Willem Greve - Marc Houtzager - Maikel van der Vleuten           | - Zypria S - Dante - Beauville Z                             | - 13 - 5 - 8     | 26      | Q        |
| 10        | Argentina      | - José Maria Larocca - Martín Dopazo - Matias Albarracin           | - Finn Lente - Quintino 9 - Cannavaro 9                      | - 7 - 14 - 6     | 27      | Q        |
| 11        | Egypten        | - Nayel Nassar - Mohamed Talaat - Mouda Zeyada                     | - Igor van de Wittemoere - Darshan - Galanthos SHK           | - 8 - 9 - 12     | 29      |          |
| 12        | Kina           | - Li Yaofeng - Zhang Xingjia - Li Zhenqiang                        | - Jericho Dwerse Hagen - For Passion d'Ive Z - Uncas S       | - 15 - 13 - 7    | 35      |          |
| 13        | Marocko        | - Ali Al-Ahrach - El Ghali Boukaa - Abdelkebir Ouaddar             | - Golden Lady - Ugolino Du Clos - Istanbull V.h Ooievaarshof | - 10 - 6 - 21    | 37      |          |
| 14        | Nya Zeeland    | - Bruce Goodin - Tom Tarver-Priebe - Daniel Meech                  | - Danny V - Popeye - Cinca 3                                 | - 17 - 13 - 9    | 39      |          |
| 15        | Tjeckien       | - Ondrej Zvara - Anna Kellnerová - Aleš Opatrný                    | - Cento Lano - Catch Me If You Can OLD - Forewer             | - 15 - 17 - 13   | 45      |          |
| 16        | Mexiko         | - Enrique González - Eugenio Garza - Patricio Pasquel              | - Chacna - Armani SL Z - Babel                               | - 1 - EL - 5     | 6       |          |
| 17        | Irland         | - Shane Sweetnam - Darragh Kenny - Bertram Allen                   | - Alejandro - Pacino Amiro - Cartello                        | - EL - WD - WD   | EL      |          |
| 17        | Israel         | - Alberto Michán - Teddy Vlock - Ashlee Bond                       | - Cosa Nostra - Amsterdam 27 - Donatello 141                 | - 12 - EL - WD   | EL      |          |
| 17        | Japan          | - Daisuke Fukushima - Koki Saito - Eiken Sato                      | - Chanyon - Chilensky - Saphyr des Lacs                      | - 8 - WD - WD    | EL      |          |

### Final
| Pacering | Land           | Ryttare                                                            | Hästar                                                 | Individuella fel | Lag fel | Notering   |
| -------- | -------------- | ------------------------------------------------------------------ | ------------------------------------------------------ | ---------------- | ------- | ---------- |
| =1       | Sverige        | - Henrik von Eckermann - Malin Baryard-Johnsson - Peder Fredricson | - King Edward - Indiana - H&M All In                   | - 0 - 4 - 4      | 8       | Omhoppning |
| =1       | USA            | - Laura Kraut - Jessica Springsteen - McLain Ward                  | - Baloutinue - Don Juan van de Donkhoeve - Contagious  | - 0 - 4 - 4      | 8       | Omhoppning |
| 3        | Belgien        | - Pieter Devos - Jérôme Guery - Grégory Wathelet                   | - Claire Z - Quel Homme de Hus - Nevados S             | - 4 - 0 - 8      | 12      |            |
| 4        | Nederländerna  | - Marc Houtzager - Harrie Smolders - Maikel van der Vleuten        | - Zypria S - Dante - Beauville Z                       | - 9 - 0 - 8      | 17      |            |
| 5        | Schweiz        | - Martin Fuchs - Bryan Balsiger - Steve Guerdat                    | - Clooney 51 - Twentytwo des Biches - Venard de Cerisy | - 8 - 16 - 4     | 28      |            |
| 6        | Brasilien      | - Marlon Zanotelli - Yuri Mansur - Pedro Veniss                    | - Edgar M - Quabri de l'Isle - Carlito's Way 6         | - 12 - 4 - 13    | 29      |            |
| 7        | Argentina      | - Fabian Sejanes - Martín Dopazo - Matias Albarracin               | - Finn Lente - Quintino 9 - Cannavaro 9                | - 14 - 13 - 22   | 49      |            |
| DNF      | Tyskland       | - André Thieme - Maurice Tebbel - Daniel Deusser                   | - DSP Chakaria - Don Diarado - Killer Queen            | - 8 - 4 - RT     |         |            |
| DNF      | Storbritannien | - Holly Smith - Harry Charles - Ben Maher                          | - Denver - Romeo 88 - Explosion W                      | - 16 - 8 - WD    |         |            |
| DNF      | Frankrike      | - Simon Delestre - Mathieu Billot - Pénélope Leprevost             | - Berlux Z - Vancouver de Lanlore - Quel Filou 13      | - 1 - 1 - EL     | EL      |            |

#### Omhoppning
| Placering | Land    | Ryttare                                                            | Hästar                                                | Individuella fel | Lag fel | Individuella tider      | Lag tider |
| --------- | ------- | ------------------------------------------------------------------ | ----------------------------------------------------- | ---------------- | ------- | ----------------------- | --------- |
| 1         | Sverige | - Henrik von Eckermann - Malin Baryard-Johnsson - Peder Fredricson | - King Edward - Indiana - H&M All In                  | - 0 - 0 - 0      | 0       | - 42.00 - 41.89 - 39.01 | 122.90    |
| 2         | USA     | - Laura Kraut - Jessica Springsteen - McLain Ward                  | - Baloutinue - Don Juan van de Donkhoeve - Contagious | - 0 - 0 - 0      | 0       | - 41.33 - 42.95 - 39.92 | 124.20    |

* WD = Avstod * RT = Avbröt * EL = Utesluten